# 5899 Jedicke
Az 5899 Jedicke (ideiglenes jelöléssel 1986 AH) egy kisbolygó a Naprendszerben. Carolyn Shoemaker,  Eugene Merle Shoemaker fedezte fel 1986. január 9-én.